# Myszyniec
Myszyniec este un oraș în Polonia.